# Цвайбрюккен
Цвайбрюккен (нім. Zweibrücken, фр. Deux-Ponts) — місто в Німеччині, місто земельного підпорядкування, розташоване в землі Рейнланд-Пфальц.
Населення міста становить 34 001 осіб (станом на 31 грудня 2020). Площа — 70,64 км ².

## Клімат
Місто лежить у зоні, котра характеризується морським кліматом. Найтепліший місяць — липень із середньою температурою 18.3 °C (65 °F). Найхолодніший місяць — січень, із середньою температурою 1.1 °С (34 °F).
| Клімат Цвайбрюккена     | Клімат Цвайбрюккена | Клімат Цвайбрюккена | Клімат Цвайбрюккена | Клімат Цвайбрюккена | Клімат Цвайбрюккена | Клімат Цвайбрюккена | Клімат Цвайбрюккена | Клімат Цвайбрюккена | Клімат Цвайбрюккена | Клімат Цвайбрюккена | Клімат Цвайбрюккена | Клімат Цвайбрюккена | Клімат Цвайбрюккена |
| Показник                | Січ.                | Лют.                | Бер.                | Квіт.               | Трав.               | Черв.               | Лип.                | Серп.               | Вер.                | Жовт.               | Лист.               | Груд.               | Рік                 |
| Абсолютний максимум, °C | 13                  | 17                  | 22                  | 23                  | 27                  | 32                  | 35                  | 35                  | 28                  | 26                  | 17                  | 16                  | 35                  |
| Середній максимум, °C   | 2                   | 3                   | 8                   | 11                  | 17                  | 20                  | 22                  | 22                  | 18                  | 13                  | 7                   | 3                   | 12                  |
| Середня температура, °C | 1                   | 1                   | 5                   | 8                   | 12                  | 16                  | 18                  | 17                  | 15                  | 10                  | 5                   | 2                   | 9                   |
| Середній мінімум, °C    | 0                   | −1                  | 2                   | 4                   | 8                   | 11                  | 13                  | 13                  | 10                  | 7                   | 2                   | 0                   | 6                   |
| Абсолютний мінімум, °C  | −17                 | −12                 | −11                 | −3                  | 0                   | 2                   | 6                   | 5                   | 2                   | −3                  | −11                 | 0                   | −17                 |
| Днів з опадами          | 21                  | 16                  | 19                  | 15                  | 16                  | 16                  | 13                  | 12                  | 13                  | 16                  | 17                  | 20                  | 194                 |
| Днів з дощем            | 15                  | 11                  | 17                  | 14                  | 16                  | 16                  | 13                  | 12                  | 13                  | 16                  | 15                  | 16                  | 174                 |
| Днів зі снігом          | 10                  | 8                   | 5                   | 4                   | 0                   | 0                   | 0                   | 0                   | 0                   | 0                   | 4                   | 8                   | 39                  |
| ----------------------- | ------------------- | ------------------- | ------------------- | ------------------- | ------------------- | ------------------- | ------------------- | ------------------- | ------------------- | ------------------- | ------------------- | ------------------- | ------------------- |
| Джерело: Weatherbase    |                     |                     |                     |                     |                     |                     |                     |                     |                     |                     |                     |                     |                     |

## Історія
Місто вперше згадується в 1140 р. З 1182 року Цвайбрюккен є столицею однойменного графства (з середини XV століття — герцогства), з 1390 р. керувалося представниками різних сімейних гілок будинку династії Віттельсбахів. У 1792 р. землі герцогства були захоплені Францією, котра оформила права на них по Люневільському миру, але потім втратила місто за рішенням Віденського конгресу.